# Покровська Багачка
Покровська Бага́чка — село в Україні, у Лубенському районі Полтавської області. Населення становить 1369 осіб. До 2015 орган місцевого самоврядування — Покровсько-Багачанська сільська рада.
Село Покровська Багачка знаходиться в лісостеповій зоні. Розташоване в північно — західній частині Хорольської громади, на трасі Київ-Харків-Довжанський за 13 км від центру громади м. Хорол та за 120 км від обласного центру м. Полтава.
Площа населеного пункту 347 га. Кількість населення 1129 чол. Кількість дворів 583.

## Географія
Село Покровська Багачка знаходиться біля витоків річки Багачка, нижче за течією на відстані 4 км розташовані села Запорожчине та Іванці. На відстані 0,5 км розташоване село Настасівка. Річка в цьому місці пересихає, на ній зроблено кілька загат. Через село проходять автомобільна дорога М03 та залізниця, станція Платформа 196 км.

## Походження назви
Назва села, ймовірно, походить від назви річки. Пізніше у селі була збудована Святопокровська церква, що зумовило доповнення до назви — Святопокровська Багачка, а згодом — спростилася до Покровської Багачки.

## Історія
Засноване в першій половині XVII ст. За Гетьманщини село Святопокровська Багачка входило до 2-ї Лубенської сотні Лубенського полку.
Зі скасуванням полково-сотенного устрою на Лівобережній Україні село перейшло до Лубенського повіту Київського намісництва.
Пізніше, у ХІХ ст. була утворена Покровсько-Багацька волость Хорольського повіту Полтавської губернії.
Певний час село належало майору Алєксєєву і в першій пловині 19 ст. зустрічалося під назвою «Майорщина».
На 1859 р. в с. Покровська Багачка було 156 господарств, 1011 жителів, дерев'яна церква. Чотири рази на рік відбувалися ярмарки.
У 1861 р. жителі села не схотіли приймати Уставну грамоту. Сюди прибув губернатор з двома ескадрами солдатів і вчинив жорстоку розправу. Селян били різками, 7 чол. було віддано до суду.
В 1900 році в селі діяла громада селян-власників, налічувалося 268 дворів, 1537 жителів. Були земсько-парафіяльна школа, паровий млин. Село складалося з поселенських «кутків», які називалися за прізвищами перших жителів, виду їх діяльності чи розташуванню певних об'єктів: Пилюківка, Козлівка, Деркачівка, Черняківка, Базарівка, Прикажчівка, Новоселівка. Два ставки — Малинчин та Квітчин — названі за прізвищами поміщиків — власників.
Відома Покровсько-Багачанська навчальна ткацька майстерня Хорольського повітового земства. Відкрита в 1912 р. на кошти місцевої поміщиці Єлизавети Малинки. Учні виготовляли полотно, килими, рушники, кольорові тканини. Було 5 учениць (1914—1915 рр.).Ткацтво викладала Наталка Гавриленко. Майстерню було нагороджено Малою срібною медалю на виставці у С. Петербурзі — 1913 р.
У 1920-х роках Покровська Багачка стала центром Покровсько-Багачанського району (який, щоправда нетривалий час матиме назву — Ленінський р-н).
За переписом 1926 р. в селі було 378 дворів, у них 1848 жителів.
В 1929 р. в селі утворено колгосп.
Із села під час німецько-радянської війни було призвано 365 чол.
Станом на 1946 рік до Покровсько-Багачанської сільської ради Покровсько-Багачанського району входили також селище Райківщинського радгоспу, хутори Зубівка, Крижанівка, Настасівка, Новоселівка, Райківщина, Тотчине, Федіївка, Шинківщина.
На 2012 рік, до складу Покровсько-Багацької сільської ради Хорольського району входило також село Настасівка.
12 червня 2020 року, відповідно до розпорядження Кабінету Міністрів України № 721-р «Про визначення адміністративних центрів та затвердження територій територіальних громад Полтавської області», село увійшло до складу Хорольської міської громади..
19 липня 2020 року, в результаті адміністративно - територіальної реформи та ліквідації Хорольського району, село увійшло до складу новоутвореного Лубенського району.

## Населення

### Мова
Розподіл населення за рідною мовою за даними перепису 2001 року:
| Мова            | Кількість | Відсоток |
| --------------- | --------- | -------- |
| українська      | 1327      | 96.93%   |
| російська       | 33        | 2.41%    |
| румунська       | 5         | 0.37%    |
| білоруська      | 2         | 0.15%    |
| угорська        | 1         | 0.07%    |
| інші/не вказали | 1         | 0.07%    |
| Усього          | 1369      | 100%     |

## Економіка
- Молочно-товарна ферма.
- «Багачанське», сільськогосподарський ПК.
- Хорольський хлібокомбінат.

## Об'єкти соціальної сфери
- Школа.
- Будинок культури.
- Бібліотека.

## Відомі уродженці села
- Гладун Григорій Борисович — доктор сільськогосподарських наук, професор, автор більше 110 наукових публікацій, книги «Ліс у степу: основи сталого розвитку», «Лісові меліорації агро ландшафтів», «Захисні лісові насадження» та ін.
- Гриценко Микола Іванович — головний позаштатний дитячий хірург Полтавської області, Заслужений лікар України (2012).
- Гриценко Михайло Іларіонович — радянський військовик, Герой Радянського Союзу (1945).
- Книш Марія Дмитрівна — Заслужений працівник культури УРСР.
- Козлов Іван Григорович — Герой Соціалістичної Праці (1971), Заслужений працівник сільського господарства Української РСР.
- Малинка Грицько (Георгій) Олексійович — меценат, попечитель навчальних закладів Хоролу та Покровської Багачки.
- Мороз Ірина Григорівна — Відмінник народної освіти УРСР.
- Нагаєвич  Віталій Михайлович — кандидат сільськогосподарських наук, професор.
- Сабалдир Григорій Олексійович — український мовознавець-нормативіст і лексикограф.
- Сіренко Володимир Федорович — головний диригент Національного симфонічного оркестру, викладач Національної музичної академії України ім. П.Чайковського, Заслужений діяч мистецтв України (1997), Народний артист України (2008)
- Ткаченко Геннадій Миколайович — шестиразовий чемпіон України з бодібілдингу, триразовий фіналіст чемпіонату Європи.
- Ткаченко Никифор Ларіонович — учасник бойових дій німецько-радянської війни.
- Чіп Борис Миколайович — український поет, драматург, перекладач та журналіст.
- Посухов Валентин Іванович — журналіст, краєзнавець, дослідник історії й усної традиції Полтавського краю.